# Halvesbostel
Halvesbostel – miejscowość i gmina położona w niemieckim kraju związkowym Dolna Saksonia, w powiecie Harburg, wchodzi w skład gminy zbiorowej (niem. Samtgemeinde) Hollenstedt. Pierwsza wzmianka pochodzi z roku 1564, kiedy powstała lista, na której wymieniono m.in. sześć gospodarstw z Halvesbostel.

## Położenie geograficzne
Halvesbostel leży na północno-zachodnich krańcach Pustaci Lüneburskiej. Jest najbardziej na zachód wysuniętą gminą gminy zbiorowej Hollenstedt a jednocześnie powiatu Harburg. Graniczy od północnego zachodu z powiatem Stade a od zachodu z powiatem Rotenburg (Wümme). Od południa graniczy z gminą zbiorową Tostedt i od wschodu z gminami Hollenstedt i Regesbostel.

## Dzielnice gminy
W skład gminy Halvesbostel wchodzą dwie dzielnice: Halvesbostel i Holvede.

## Komunikacja
Halvesbostel znajduje się w bezpośrednim sąsiedztwie autostrady A1 z węzłem komunikacyjnym Heidenau.